# 日本イスラム教団
日本イスラム教団（にほんイスラムきょうだん）は、かつて存在した日本の宗教団体。1975年に二木秀雄によって設立され、1990年代に消滅した。
教団は1975年に二木秀雄によって設立され、彼が経営していた東京都新宿区歌舞伎町の診療所内に本部が置かれた。教団は独自のイスラーム解釈に基づいた布教活動を行い、信者は公称で5万人を超えた。一方で、信者数の水増しなどの詐欺行為を行っていた。教団は活動は1980年から1983年頃にピークを迎え、公開集会や国際会議を開催した。1980年代中頃からは活動が停滞し始め、1990年代に消滅した。
教団は「大乗イスラーム」を教義に掲げ、シャリーアの近代化や母国語での礼拝などを訴えていた。教団は日本国内のムスリムからはイスラーム団体であると見なされておらず、教団の教義も支持されなかったが、教団の存在は日本国内にムスリムが存在することを知らせるひとつの要因となった。

## 歴史

### 二木秀雄による創設
日本イスラム教団の創設者となる二木秀雄は、1908年に石川県に生まれた。旧制第四高等学校で細菌学を専攻し、太平洋戦争中は七三一部隊に所属していたといわれている。戦後には日本ブラッドバンク（のちのミドリ十字）の取締役に就任した。また、雑誌出版社であるジープ社を設立し、『政界ジープ』や『経済ジープ』といった雑誌を刊行した。しかし、彼の社長退任後、ジープ社の関係者が恐喝事件を起こし、二木もこれに関わったとして逮捕され、1969年に懲役3年の実刑判決が下された。
出所後、二木は1974年12月29日に息子とその他2人の日本人男性とともに、東京モスク（現在の東京ジャーミイ）でイスラームに改宗した。翌年の1975年から本格的な宣教活動を開始し、1975年9年には東京都新宿区歌舞伎町にあった「ロイヤル・クリニック」という診療所に事務所を置き、日本イスラム教団として宗教法人格を取得した。教団は飛躍的に入信者を増加させ、1975年時点で1,000人以上が入信したといわれている。

### 誤報道事件
1978年11月、教団が事務所を構えていたロイヤル・クリニックが保険料を水増し請求しているとして東京都民生局による監査が入ることになった。ロイヤル・クリニック側はこの監査に猛反発し、クリニックに通っていた患者たちによる署名運動や、関係省庁への陳情活動が起こった。
この監査の際、「日本のムスリムが迫害を受けている」「キリスト教徒の首相が生まれたとたん、日本でムスリムへの弾圧が始まった」などという報道がパン・アラブ・エージェンシーという通信社を通して中東や東南アジアに配信された。このパン・アラブ・エージェンシーはロイヤル・クリニックと同じビルに事務所を置いており、教団の付属機関であったと推測されている。配信された記事は『アル・マディーナ』といったアラブ系の新聞に掲載され、インドネシアでは駐インドネシア日本大使館に取材が入った。また、1979年3月には実態把握のために世界ムスリム会議の事務総長と、副会長であり元インドネシア首相のモハマッド・ナシールが来日した。こうした事態を受けて日本国外務省はイスラーム諸国にある日本大使館を通じて事態を説明した。また、世界ムスリム会議の事務総長らは外務大臣と面会し、報道は誤りであるという説明を受けたという。その後、世界ムスリム会議は、日本では憲法のもとで信教の自由が保障されており、ムスリムが弾圧されている事実はないことを確認したと発表した。

### 活動のピークと停滞
教団の活動のピークは1980年から1983年頃であると推測されている。この間、教団は様々な著作活動を行った。1982年には『クルアーン』の部分訳を刊行したほか、自由民主党の機関紙である『月刊自由民主』といった雑誌への投稿が見られた。1980年代の中ごろから教団の活動は停滞し始め、新聞などで報道されることもなくなった。活動が停滞し始めた理由は、この頃から二木の健康状態が悪化し、また、二木の後を継げる人物がいなかったためであると考えられている。

### 消滅
教団は1990年代に消滅した。1995年に刊行された『宗教年鑑』では事務所や電話番号、教師数や信者数の記載はなく、この時点ですでに活動は停止していたと考えられている。1999年には東京地方裁判所から団体の解散命令の確定を受けた。教団が活動を停止した理由は二木が死去したためであると考えられている。二木が死去した年は明らかではないが、教団の活動停止後に東京の多磨霊園に「二木秀雄」という人物の墓が建てられており、それによると1992年に死去している。

## 教義・思想
教団の基本的な教えはイスラームに即しているものだった。しかし、日本社会に適応させた独自のイスラーム解釈を展開していたほか、仏教などの他の宗教の要素も積極的に取り入れられた。教団の教義は「アッラーの他に神はなし」という文言さえ理解できればよいというものだった。ムスリムの義務や日常における教義などは布教活動で触れられず、イスラームの教義を厳格に守る必要はないという姿勢を取っていた。

### 「ゼロは存在である」
二木は布教にあたって「ゼロは存在である」という言葉を用いており、ロイヤル・クリニックにはこの言葉が書かれた掛け軸が掲げられていた。「ゼロは存在である」とは、アッラーの前には人間はゼロにも等しい存在であり、それを自覚する所からイスラームの教義が始まるとする思想であった。これは後に生まれる教団独自の思想である「大乗イスラーム」の素地となった。

### 大乗イスラーム
大乗イスラームは、二木の「ゼロは存在である」という考え方をもとに作られた日本イスラム教団独自の思想である。この思想は教団の専務理事であった安倍治夫によって考案されたと考えられている。安倍は、イスラームそのものには大乗も小乗もないとしたうえで、ムスリムのなかに小乗的傾向がある人々がいると批判し、その小乗的な傾向の例として、戒律や礼拝に固執すること、日常的実践によって正邪を分ける、一般化を好まず習俗に囚われる、古いものに囚われる、宗派の別に囚われる、女性を低いものとして扱うといったことを挙げた。こうした比較を踏まえて、安倍はシャリーアの近代化、自国語での礼拝、教義の普遍化、戒律の象徴化の4つを挙げて大乗イスラームの理念であるとした。

## 信者
教団への入信者は2つに分類される。1つは自らの意思で入信した人々であった。ただし、彼らの多くはイスラームやその教えに共感して改宗したのではなく、医者としての二木への感謝や敬意に基づいて入信していた。もう1つは自らの意思と関わらず入信させられた人々である。教団は、患者から診療費を取らない代わりに患者の個人情報を「イスラームへの改宗者」として流用し、インドネシアなどのイスラーム諸国に情報を送って資金を得ていた。
教団の活動に参加していた信者は、治療のために診療所を訪れていた中高年層であると考えられている。また、二木は日曜や祝祭日にもクリニックを開き、往診も行っていたことから、クリニックが位置していた歌舞伎町の人々や往診を受けていた寝たきりの人々の間にも二木の教えが広まっていた。

### 公称信者数
教団はインドネシアのイスラーム団体から資金を得るために、ロイヤル・クリニックの患者をイスラームへの改宗者として登録し、信者数の水増しを行っていた。そのため、実際に教団の活動に参加していた信者の数は教団による公称よりも少なく、実際に教団を通じてイスラームに入信した人数を特定することは難しい。以下に示す公称信者数は文化庁が発行する『宗教年鑑』に記載されたものである。なお、1982年から1984年のものには信者数が記載されていない。
| 1975年 | 25,000 |  |
| 1976年 | 24,458 |  |
| 1977年 | 26,465 |  |
| 1978年 | 27,628 |  |
| 1979年 | 40,000 |  |
| 1980年 | 45,500 |  |
| 1981年 | 49,920 |  |
| 1985年 | 55,000 |  |
| 1986年 | 55,000 |  |
| 1987年 | 55,000 |  |
| 1988年 | 55,000 |  |

## 活動
教団の活動資金は、サウジアラビアやイラクを中心とした中東からの支援金や、インドネシアのダアワ団体からの資金だった。とりわけ、インドネシアの団体からの資金は教団にとって大きな資金源となった。また、二木が経営していたクリニックなどで行われていた脱税によって徴税を逃れた金も活動資金に回していたとされている。

### 宗教活動
教団は1980年2月16日に初の公開集会を東京の代々木公園で開催した。この集会では預言者生誕祭とヒジュラ暦15世紀元年、イラン革命1周年が祝われた。集会には信者約500人が参加したほか、中東に関心を寄せていた国会議員も訪れた。また、この集会ではパレスチナとの連帯が呼びかけられた。1981年6月22日から24日にかけては日本での布教活動を紹介するため、イスラーム諸国の閣僚などを招いて「東京国際イスラム・セミナー」という国際会議を開催した。
教団は新宿区歌舞伎町にあったロイヤル・クリニックのほか、1978年には渋谷区にモスクを設立した。江戸川区にもモスクを建てたと主張していたが、教団の資料にそのモスクへの言及はなく、所在地も確認されていない。このほか、イラク政府からの寄付をもとに、1980年には江東区有明に「イスラム総合会館」を建設するとして駐日イラク大使を招いて地鎮祭を行った。「イスラム総合会館」はモスクが主体の建物で、その周囲に25階建てのビルを建ててイスラーム諸国の大使を入居させるという計画だった。また、その寄付金で港区南青山に「イスラム学校」を建設することも予定されていたが、同年にイラン・イラク戦争が始まったことでいずれも頓挫したと言われている。

#### 出版活動
教団は1980年に2冊の活動記録を発表した。活動記録には日本国内外で行われた宣教活動の様子が記録されていた。また、1981年に書籍『円柱亭日記』を発行した。同書は教団から発行された唯一の書籍であり、二木の政治・宗教活動や教団の中心人物によるエッセイ、信者の手記などが収録されていた。
1982年にはクルアーンの日本語訳を谷沢書房から刊行した。翻訳は専務理事であった安倍治夫が行った。当時、教団ではクルアーンの必要性が唱えられており、安倍が進んで翻訳を買って出た。刊行されたものは全訳ではなく、「朗誦に適する肝要な38章」として1章と78章以降のみが翻訳された。この翻訳は、すべての訳文が七五調に整えられていることが特徴である。

### 政治活動
教団は1979年7月に、パレスチナ解放機構を支援することを主目的とした第三世代党という政党を立ち上げた。8月24日には結党大会を開催し、いくつかのイスラーム諸国の大使が出席した。第三世代党は1979年12月に行われた第35回衆議院議員総選挙において、東京都第1区に1人の新人候補を擁立した。選挙において第三世代党の候補は237票を獲得し、8人の立候補者中7位となって落選した。

### 同好会・講演会
教団の活動として、いくつかの同好会が行われていた。イスラームにまつわる勉強会のほか、書道や茶道、日本舞踊や短歌といった日本文化にもとづいた同好会も行われていた。事務所では「リューマチ・ダンス教室」というダンス教室が開かれており、女優で映画プロデューサーの水の江瀧子が指導を行っていた。また、講演会も行われており、文学講座やお笑い講座といったイスラームに関係しない講座が開かれていた。

## 影響
教団は日本国内のムスリムからは正当なイスラーム団体としてみなされていなかった。大乗イスラームなどの教団が掲げていた教えも日本人ムスリムの支持を得られなかった。二木は日本ムスリム協会に対して、日本イスラム教団と名乗ることを条件に合併することを望んでいたという。こうしたことから、日本国内のイスラーム団体は教団を信用していなかった。当時の駐日サウジアラビア大使も「二木は日本で評判が悪い」という旨の報告を本国に送っていた。
日本イスラム教団の存在は、イスラームを知らない日本人に対して、日本国内にもムスリムがいたことを知らせる一要因になった。また、週刊誌や新聞などでよく取り上げられたことで日本社会にも少なくない衝撃を与えた。

## 評価
教団について、小村 (2015b)は「特異なイスラーム団体」であったとし、教団を日本におけるイスラームの歴史のなかに位置づけている。一方で、小布施 (2016)は、カリスマ指導者であった二木の存在や、二木自身が医者として信者を治療する「ヒーラー」としての役割を果たしていたこと、ムスリムとしてではなく教団への帰属意識が強調されたこと、大規模な儀式が重要視されていたこと、教義に仏教などの要素を取り入れ、解釈や実践が伝統的なイスラームと異なることなどから「新宗教」として理解することが可能であるとし、教団を第二次世界大戦後の日本宗教史のなかに位置づけることができるとしている。